# Lutherkirche (Berge)

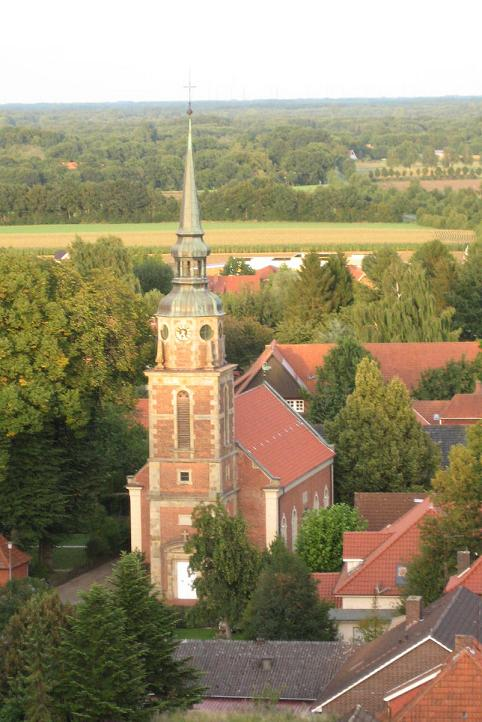
Lutherkirche

Die Lutherkirche in Berge, einer Gemeinde im niedersächsischen Landkreis Osnabrück, ist die Kirche der Luther-Kirchengemeinde Berge, die dem Kirchenkreis Bramsche der Evangelisch-lutherischen Landeskirche Hannovers angehört.

## Baugeschichte und Beschreibung
Die Lutherkirche wurde von 1836 bis 1839 nach einem Entwurf des Architekten Josef Niehaus erbaut. Es handelt sich um eine klassizistische Saalkirche aus Backstein mit Werksteingliederung. 1895 oder 1908 wurde durch Eduard Wendebourg ein neubarocker Turm mit achteckigem Obergeschoss angefügt.
Die klassizistische Innenausstattung mit einem Kanzelaltar stammt überwiegend aus der Zeit des Kirchenbaus. Die Orgel wurde 1907 bei Gebr. Rohlfing in Osnabrück gebaut.